# Procontarinia tenuispatha
Procontarinia tenuispatha är en tvåvingeart som först beskrevs av Jean-Jacques Kieffer 1909.  Procontarinia tenuispatha ingår i släktet Procontarinia och familjen gallmyggor. Inga underarter finns listade i Catalogue of Life.